# Ali Khan
Ali Solomone Aga Khan (Turim, 13 de junho de 1911 — Paris, 12 de maio de 1960) foi um embaixador das Nações Unidas representando o Paquistão, e foi também vice-presidente da Assembleia Geral das Nações Unidas.
Seu primeiro nome é normalmente grafado 'Aly' na imprensa. Os títulos de príncipe e princesa, que são reivindicados pelos filhos de Agacão por descenderem do rei Fate Ali Xá da dinastia Cajar, foram reconhecidos como títulos de cortesia pelo governo britânico em 1938.
Casou-se com a atriz norte-americana, Rita Hayworth em 27 de maio de 1949 na cidade de Cannes, França. Tiveram uma filha: Yasmim Aga Khan. Divorciaram-se em 1953.